# Pyramid Peak Aircraft Warning Service Lookout
Le Pyramid Peak Aircraft Warning Service Lookout est une cabane située dans le comté de Clallam, dans l'État de Washington, dans le nord-ouest des États-Unis. Construite dans les montagnes Olympiques en 1942, elle était destinée à abriter la surveillance d'éventuelles incursions aériennes japonaises dans la région pendant la Seconde Guerre mondiale. Protégée au sein du parc national Olympique, elle est inscrite au Registre national des lieux historiques depuis le 13 juillet 2007.